# Schönfließ (Mühlenbecker Land)
Schönfließ ist ein Ortsteil der Gemeinde Mühlenbecker Land im Landkreis Oberhavel in Brandenburg. Bis zum Oktober 2003 war es eine selbstständige Gemeinde, die in einer Urkunde des 13. Jahrhunderts erstmals namentlich genannt wurde.

## Lage und Geographie
Schönfließ liegt im Südwesten der Gemeinde Mühlenbecker Land. Neben der Ortschaft Schönfließ erstreckt sich südwestlich in unmittelbarer Nachbarschaft zur Gemeinde Glienicke/Nordbahn und Berlin-Frohnau das Neubaugebiet Bieselheide.
Nachbarorte sind (in Uhrzeigerrichtung) Mühlenbeck, Mönchmühle, Schildow, Glienicke/Nordbahn, Hohen Neuendorf und Bergfelde. Das Gelände der Gemarkung Schönfließ ist überwiegend flach, nur in der Bieselheide erreicht es eine topographische Höhe von 62,8 m ü.NN. Wichtigstes Fließgewässer ist das Bieselfließ, das auf Glienicker Gebiet Kindelfließ heißt, ins Tegeler Fließ mündet und damit zum Flusssystem der Elbe gehört.

## Geschichte
Die älteste urkundliche Erwähnung von Schönfließ stammt aus dem Jahre 1270. Der Ort wurde vermutlich unter der Ägide der Askanier schon zuvor gegründet und entwickelte sich als typisches Angerdorf mit einer Kirche im Zentrum. Als erster Eigentümer ist Gerardus von Sconevlet auf der Urkunde genannt, von dem der Ortsname herrührt. Im Landbuch Kaiser Karls IV. von 1375 tauchte der Ort als Schonenflyt auf. Ab dem 15. Jahrhundert gab es die folgenden sehr häufigen Eigentümerwechsel: 1442 Lehnsherrnfamilie von Krummensee, 1536 Stadt Bernau, Dompropst von Havelberg Friedrich von Bardeleben, Joachim von Barsdorf.
Nach dem Dreißigjährigen Krieg und nach der Pest blieben kaum Einwohner übrig. Schließlich zerstörte ein Brand die Häuser, und die letzten Menschen verließen den Ort. Nach fast 20 Jahren als Wüstungsdorf erwarb 1660 der brandenburgische Oberschenk Johann Siegmund von Götzen das Dorf, dazu auch den Dorfkrug (1992 bis auf die Grundmauern abgebrannt) und einen Ziegelhof. Er ließ sein Anwesen zu einem Rittergut ausbauen. Bereits 1664 gelangte Schönfließ durch Tausch an den Kurfürsten Friedrich Wilhelm von Brandenburg (reg. 1640–1688), der es seinem Besitz in Oranienburg hinzufügte. 1674 ging das Gut an Götzes Witwe zurück, wurde jedoch von ihrem Bruder, dem Domherr zu Brandenburg Maximilian Friedrich von Brösicke (1649–1696) verwaltet, der es 1686 im Rahmen eines Vergleichs mit den v. Götzeschen Erben als Besitz zugesprochen bekam. Brösicke ließ die wüsten Höfe wieder herrichten, Bauern und Hofdienstleute ansiedeln, einen Gutspark anlegen, sein ältester Sohn besorgte die Restaurierung der Kirche. Aus dieser Zeit stammt das an der Patronatsloge der Kirche angebrachte Allianzwappen derer v. Brösicke und v. Bredow.
1735–1810 waren die Ländereien im Eigentum des preußischen Generalmajors und Chefs der Gens d’armes Wolf von Pannwitz (1679–1750) und seiner Erben, die das Anwesen wesentlich umgestalteten. Das Gut erhielt ein solides Landhaus und etliche Nebengebäude sowie einen nach französischem Muster planmäßig angelegten Gutspark mit Lusthaus und Wasserfall. Allerdings litten Dorf, Kirche und Gut im Siebenjährigen Krieg nach der von den preußischen Truppen verlorenen Schlacht bei Kunersdorf im Jahre 1760 unter den Plünderungen und Zerstörungen durch russische Soldaten.
Im 19. Jahrhundert war Schönfließ im Besitz der Familie von Veltheim, deren erster Vertreter Franz Wilhelm Werner von Veltheim (1785–1839), Herr auf Ostrau, Kösseln und Groß-Weissand, war. Der bekannteste Spross der Familie war jedoch dessen Neffe, Kammerherr, Zeremonienmeister und Schlosshauptmann von Schloss Wusterhausen, Werner Freiherr von Veltheim (1843–1919). Im 1879 erstmals amtlich publizierten Generaladressbuch der Rittergutsbesitzer der Provinz Brandenburg werden für Schönfließ 555,60 ha Land ausgewiesen. Des Weiteren betrieb das Gut eine Brennerei und eine Ziegelei. Unter der Ägide der Familie von Veltheim entstanden anstelle des Landhauses ein herrschaftliches Schloss, der Park wurde verschönert, die Kirche renoviert und erweitert. Vor allem aber wurde die Landwirtschaft intensiviert – Schönfließer Produkte, vor allem frisches Gemüse, werden bis in die deutsche Hauptstadt Berlin geliefert. Nächster Grundbesitzer war Franz von Veltheim, verheiratet mit Frieda von der Lancken-Wakenitz. Seine Karriere als Ulanen-Offizier mit späterer Versetzung zur Schutztruppe für Südwestafrika begann einst als Zögling an der Ritterakademie auf der Dominsel zu Brandenburg. Kurz vor der großen Wirtschaftskrise 1929/1930 umfasste der Gutsbesitz um Schönfließ 1027 ha, sowie 87 ha für das Rittergut Glienicke. Güterdirektor W. Senzke fungierte als Betriebsleiter.  Erst die nationalsozialistische Zeit und der Zweite Weltkrieg beendeten das langsame Aufblühen des Ortes. Im Mai 1945 werden die letzten Mitglieder der Familie von Veltheim umgebracht, vertrieben oder enteignet. Letzter Herr von Schönfließ war Burghard von Veltheim, geboren 1873 in Schönfließ, Fideikommissherr auf mehreren Gütern, Rechtsritter im Johanniterorden, 1945 in Sachsenhausen mit seiner Frau Elisabeth von Alvensleben-Erxleben (1889–1946) inhaftiert, wo sie starb. Er lebte zuletzt bis 1951 in Hamburg.  Der Landbesitz wurde unter Neubauern aufgeteilt.

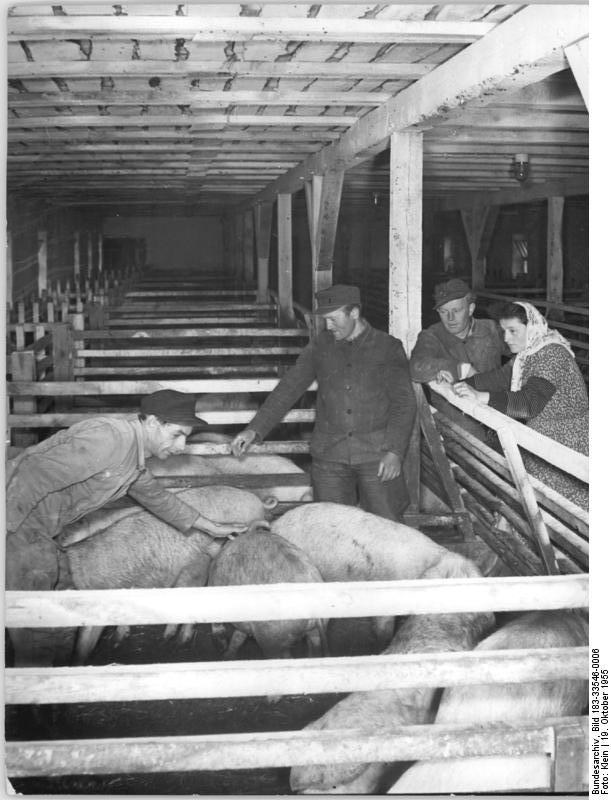
LPG Schönfließ bei Oranienburg im Jahr 1955

In der Mitte der 1950er-Jahre erfolgte die Gründung der LPG IV. Parteitag, die das wirtschaftliche Rückgrat des Ortes sicherte. Mit der Wende wandelten die Bauern das Gemeinschaftseigentum in eine Agrar- und Handels-GmbH um und konnten so weiter bestehen.
In den 1960er-Jahren wurden am Rand des Dorfes, in der Bieselheide, Kasernen errichtet, die dem Ministerium für Staatssicherheit der DDR unterstanden. Ab 1990 wurden auf diesem Gelände neue Wohnhäuser für rund 500 Familien gebaut, wodurch sich die Einwohnerzahl von etwa 400 (1989) innerhalb von 20 Jahren verfünffachte. Weitere Wohnneubauten sorgten seitdem für ein kontinuierliches Wachstum der Einwohnerzahlen.
Im Jahr 2008 wurde der Ort Schönfließ deutschlandweit bekannt durch Nachrichten über den gesuchten Dennis J., auf den ein Polizist am Jahresende tödliche Schüsse abgab.

## Politik
Die letzten Kommunalwahlen fanden im Mai 2014 statt. Schönfließ stellte fünf Kandidaten für die Gemeindeverwaltung (CDU 3, SPD 2). Als ehrenamtlicher Ortsvorsteher wurde Mario Müller gewählt.

## Gewerbe, Vereine, Sport
In Schönfließ erwartet eine Gaststätte Besucher, darüber hinaus bieten ein Friseur, eine Glaserei, eine Apotheke, eine Tierarztpraxis und ein Garten- und Landschaftsbau ihre Dienstleistungen an.
Am 20. Juni 1904 wurde im Dorf der Feuerwehrverein gegründet, der seitdem für den Brandschutz, technische Hilfe oder Brandbekämpfung zuverlässig arbeitet. Die Freiwillige Feuerwehr ist als Feuerwehr Mühlenbecker Land zusammengeschlossen, in Schönfließ ist jedoch ein Löschzug stationiert.
Das Jugendhaus Schönfließ (gegr. 2008) bietet Kindern und Jugendlichen Möglichkeiten zur Sport- und Freizeitgestaltung und wirkt u. a. an Schönfließer Veranstaltungen wie den Schönfließer Sommermusiken mit.
Die Geschichte des Ortes wurde seit den 1990er-Jahren durch den neu gegründeten Geschichtsverein Historicum, der eng mit dem ebenfalls neuen Freundeskreis Dorfkirche Schönfließ e. V. zusammenarbeitet, sorgfältig erforscht und ist online detailliert nachzulesen.
Der Reit- und Fahrverein Kindelwald (gegr. 1996) unterhält den Reiterhof am Kindelwald, der Reit- und Theoriekurse durchführt und regelmäßig Turniere organisiert.
Erwähnenswert ist der heutige Schönfließer Hundesport-Club, der 1952 als Verein für Deutsche Schäferhunde in Glienicke gegründet wurde. 1972 zogen die Mitglieder nach Schönfließ um und richteten sich aus eigener Kraft aus einer Mülldeponie einen Übungsplatz her, dem später auch ein Clubhaus folgte.
In Schönfließ ist auch der Sportverein „Rundendreher e. V.“ vertreten. Die Rundendreher sind in den Bereichen Kinderleichtathletik, Walking, Laufen, Radsport und Fitness aktiv. Insbesondere die Kinderleichtathletik ist stark vertreten und so gut wie jedes Wochenende in diversen Bundesländern bei Wettkämpfen vertreten. Der Rundendreher e. V. ist auch Veranstalter des Schönfließer Kinderlaufes und des Schönfließer Weihnachtsmarktes.

## Verkehr

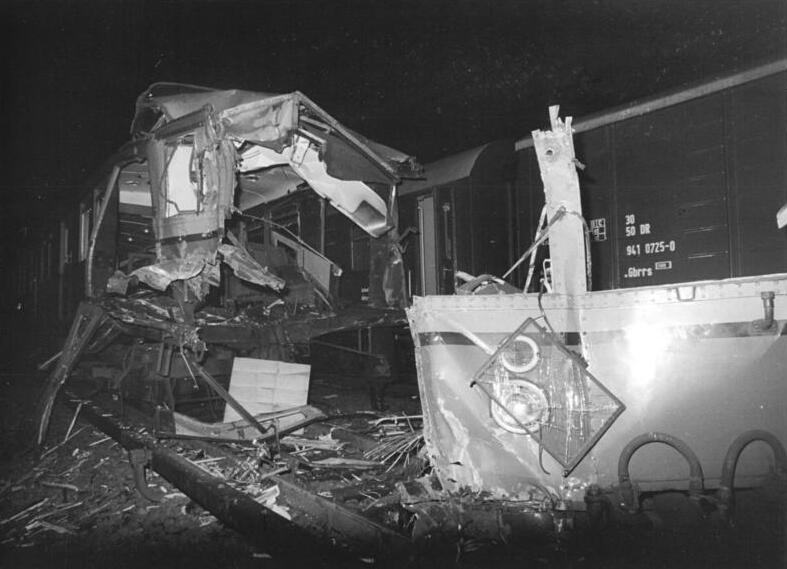
Das Zugunglück 1979 bei Schönfließ

Die Bundesstraße 96a führt in Ost-West-Richtung durch den Ort, von ihr zweigen die Landesstraßen L 30 und L 171 ab.
Die Linie 809 der Oberhavel Verkehrsgesellschaft verbindet Schönfließ mit Berlin-Frohnau und Hennigsdorf. Die Linie 810, ebenfalls zur Oberhavel Verkehrsgesellschaft gehörend, bietet eine Verbindung nach Mühlenbeck, sowie Glienicke/Nordbahn an.
Der Bahnhof Schönfließ am Berliner Außenring ist an das Berliner S-Bahn-Netz (Linie S 8) angeschlossen. Er liegt nördlich etwas abseits des Dorfes und ist über den Summter Weg angeschlossen. Am 18. Dezember 1979 ereignete sich ein Zugunglück, als ein aus Oranienburg kommender S-Bahnzug auf der Strecke Schönfließ–Blankenburg bei Karow-West auf einen haltenden Güterzug auffuhr. Der Triebwagenführer kam ums Leben und mehrere Fahrgäste erlitten Verletzungen.

## Sehenswürdigkeiten und regelmäßige Veranstaltungen

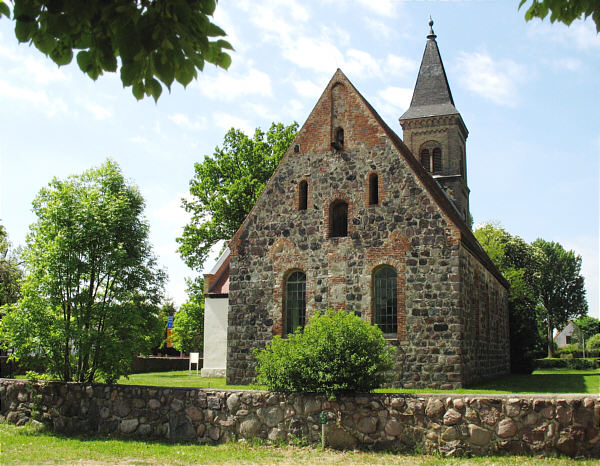
Dorfkirche in Schönfließ

Auffällig ist die mittelalterliche Dorfkirche, deren Baubeginn im Jahr 1375 erfolgte. Einige der zahlreichen Besitzer des Gutes Schönfließ hatten im Verlauf der Jahrhunderte immer wieder für Anbauten, Umbauten und Renovierungen des Gotteshauses gesorgt.
Das im 19. Jahrhundert errichtete Schloss der Familie von Veltheim existierte bis 1945. Nach dem Ende des Krieges und der erfolgten Enteignung wurde das Gebäude bis auf den Südflügel zerstört. Dieser dient seitdem als Kindergarten. Der Schlosspark ist noch erkennbar und für Fußgänger zugänglich. Kirche und die erhaltenen Teile des Gutes stehen in der Brandenburgischen Liste der Baudenkmale.
Als heimliches Wahrzeichen des Ortes gilt das Storchennest auf dem Schornstein der alten Bäckerei. Dieses zählt zu den von den Vögeln am häufigsten genutzten der Region. Seit 1970 zogen hier Storchenpaare nur zweimal keine aber bereits sechsmal vier Junge auf. Am 4. Dezember 2004 wurde das über 1000 kg schwere Altnest durch eine neue Nesthilfe ersetzt.
Touristisch interessant sind die Schönfließer Sommermusiken, eine abwechslungsreiche Konzertreihe in den Monaten August und September (seit 1990), organisiert von der evangelischen Kirchengemeinde Schönfließ-Bergfelde; außerdem ein herbstliches Drachenfest.
Kaisereiche nordwestlich von Schönfließ mit einem Brusthöhenumfang von 7,90 m (2016).

## Freizeit
Neben dem Reit- und Hundeverein bietet besonders der westliche Teil der Bieselheide zahlreiche Möglichkeiten zum Spazieren und Wandern. Im Norden der Bieselheide berühren die Wanderwege den nördlichen Berliner Mauerweg (Themenweg mit Informationstafeln), den zum Frohnauer Waldgebiet gehörenden Hubertussee und den Frohnauer Künstlerhof (gegr. 1998).

## Personen

### Söhne und Töchter
- Sophie Marie von Pannwitz, verh. von Voß (* 1729 in Schönfließ; † 1814 in Berlin), einflussreiche preußische Hofdame unter Friedrich dem Großen, Friedrich Wilhelm II. und Friedrich Wilhelm III. mit Sitz in Schönfließ. Sie hinterließ Tagebücher, die zu den wichtigsten Quellen für die Geschichte des preußischen Hofes gehören.

### Sonstige Personen
- Albrecht Wilhelm von Pannwitz (1754–1825), war ein preußischer Landrat.